# Echipa națională de fotbal a Republicii São Tomé și Príncipe
Echipa națională de fotbal a Republicii São Tomé și Príncipe reprezintă statul în competițiile fotbalistice și este controlată de Federația de Fotbal a São Tomé și Príncipe. Nu s-a calificat la nici o ediție a Campionatului Mondial sau a Cupei Africii. Este membră CAF, dar pentru că nu a mai jucat nici un meci de la partida din 16 noiembrie 2003, când a fost învinsă de reprezentativa Libiei cu scorul de 8-0, a fost exclusă din Clasamentul FIFA.

## Campioantul Mondial
- 1930 până în 1990 - Nu a intrat
- 1994 - a renunțat
- 1998 - nu a participat
- 2002 până în 2006 - Nu s-a calificat
- 2010 - a renunțat

## Cupa Africii
- 1957 până în 1998 - nu a intrat
- 2000 - nu s-a calificat
- 2002 - nu s-a calificat
- 2004 - a renunțat
- 2006 - nu s-a calificat
- 2008 - nu a intrat
- 2010 - a renunțat
- 2012 - nu a intrat